# Réserve stratégique de bitcoins
La réserve stratégique de bitcoins est un actif de réserve, financé par les bitcoins confisqués par le Trésor américain, annoncé par executive order du président Donald Trump, en mars 2025,. Par ailleurs, une réserve d'actifs numériques pour les actifs autres que les bitcoins est également créée. Donald Trump a précédemment déclaré qu'il souhaitait que les États-Unis deviennent la « capitale mondiale de la cryptomonnaie »,,,.
La réserve, « une sorte de Fort Knox numérique », sera capitalisée avec les bitcoins déjà détenus par le gouvernement fédéral. Les États-Unis sont le plus grand détenteur connu de bitcoins au monde, avec environ 200 000 BTC, d'une valeur d’environ 17,5 milliards de dollars (16,2 milliards d’euros environ) issus de saisies judiciaires, détenus en mars 2025.
La création de la réserve suscite des réactions mitigées, allant de la critique de certains économistes, questionnant sur la légalité, la sécurité et l'avenir du bitcoin, à la mise en place de projets similaires par les gouvernements de plusieurs États,,.